# Famille Festetics
 (juillet 2024).
Si vous disposez d'ouvrages ou d'articles de référence ou si vous connaissez des sites web de qualité traitant du thème abordé ici, merci de compléter l'article en donnant les références utiles à sa vérifiabilité et en les liant à la section « Notes et références ».
La famille Festetics (tolnai Festetics en hongrois ; Festetics von Tolna en allemand ou encore Festetics de Tolna ; Feštetići / Festetići en croate) est une famille noble hongroise, d'origine croate, qui s'est particulièrement distinguée sous l'Empire Austro-Hongrois. La famille porte les titres de comte et de prince en Autriche-Hongrie.

## Histoire
La famille remonte à Petar Feštetić, né vers 1480, propriétaire dans la région de Turopolje (en).
Josef et Kristof Festetics, fils du second mariage de Paul Festetics, ajoutent le 8 août 1746 à leur patronyme celui du village de Tolna. Paul Festetics de Tolna (1725-1782), fils aîné de Josef, est fait comte héréditaire le 5 novembre 1766 par la reine Marie-Thérèse de Hongrie. Son frère Kristof également le 24 février 1772.
Le comte Tasziló Festetics de Tolna (en) (1850-1933) est titré prince avec le prédicat d'altesse sérénissime (Durchlaucht) le 21 juin 1911 par François-Joseph Ier d'Autriche. Son petit-fils, Georg (1940) est actuellement le chef de la maison, et ses deux fils sont ses héritiers : Tassilo (1978) et Georg (1984).
Cette famille a largement essaimé dans le monde. On retrouve ses membres dans de nombreux pays : Croatie, Hongrie, Autriche, Slovaquie République tchèque, Allemagne, Italie, Argentine, France, Belgique et Pays-Bas.

## Liste des chefs
Les chefs successifs de la branche ayant obtenu le titre de prince (fürst) sont :
1. 1911 - 1933 : Tasziló (Tassilo) Festetics de Tolna (1850-1933), 1er prince Festetics ;
2. 1933 - 1941 : György (Georg) Festetics de Tolna  (1882-1941), 2e prince Festetics, fils du précédent ;
3. depuis 1941 : György (Georg) Festetics de Tolna  (1940), 3e prince Festetics, fils du précédent

## Personnalités
- comte Pál Festetics de Tolna (hu) (1725–1782), conseiller royal, comte-suprême (főispánja) de Baranya.
- comte György Festetics (1755-1819), officier, réformateur agraire.
- comtesse Julianna Festetics (hu), mère du comte István Széchenyi, « le plus grand Hongrois ».
- comte Tassilo Festetics de Tolna (1813-1883), général de cavalerie.
- comte György Festetics de Tolna (en) (1815-1883), homme politique hongrois, ministre des Affaires étrangères (1867-1871).
- comtesse Marie Festetics (1839-1923), dame de compagnie de l'impératrice Élisabeth de Wittelsbach, femme de lettres hongroise.
- comte Andor Festetics (en) (1843-1930), homme politique hongrois, ministre de l'Agriculture (1894-1895).
- comte Leó Festetics de Tolna (1800–1884), compositeur hongrois, directeur du Théâtre national de Budapest.
- comte Tasziló Festetics de Tolna (en) (1850-1933), 1er prince Festetics, membre de la chambre des Magnats, grand-échanson du royaume (főpohárnokmester) et grand-maître de la Cour (főudvarmester)
- comte Sándor Festetics (1882–1956), homme politique hongrois, ministre de la Guerre (1918-1919), promoteur et défendeur du nazisme en Hongrie.
- comte Antal Festetics (1937), biologiste austro-hongrois, zoologiste et chercheur comportemental; professeur et directeur de l'Institut de biologie de Göttingen et professeur honoraire à université de Vienne.

## Alliances
Les principales alliances de la famille Festetics de Tolna sont : Bossányi de Nagybossány (1751), Farkas de Nagy-Jóka aliter Hügye, Széchenyi de Sárvár-felsõvidék (1777), Sallér de Jakabháza (1783), Esterházy de Galántha (1785), Zichy de Zich et Vásonkeö (1806, 1842), von Hohenzollern-Hechingen (1811), Almásy de Zsadány et Törökszentmiklós (1831), Erdődy de Monyorókerék et Monoszló (1801, 1849), von Auersperg (1857), Szapary von Muraszombath Széchysziget et Szapar (1864), Draskovich de Trakostyán (1874), Kinsky von Wchinitz und Tettau (1877), Douglas-Hamilton (1880), zu Furstenberg (1902), zu Windisch-Graetz (1905), zu Hohenlohe-Waldenburg-Schillingsfürst et von Ratibor und Corvey (1917), von Haugwitz (1938), Gautsch von Frankenthurn, etc.

## Résidences

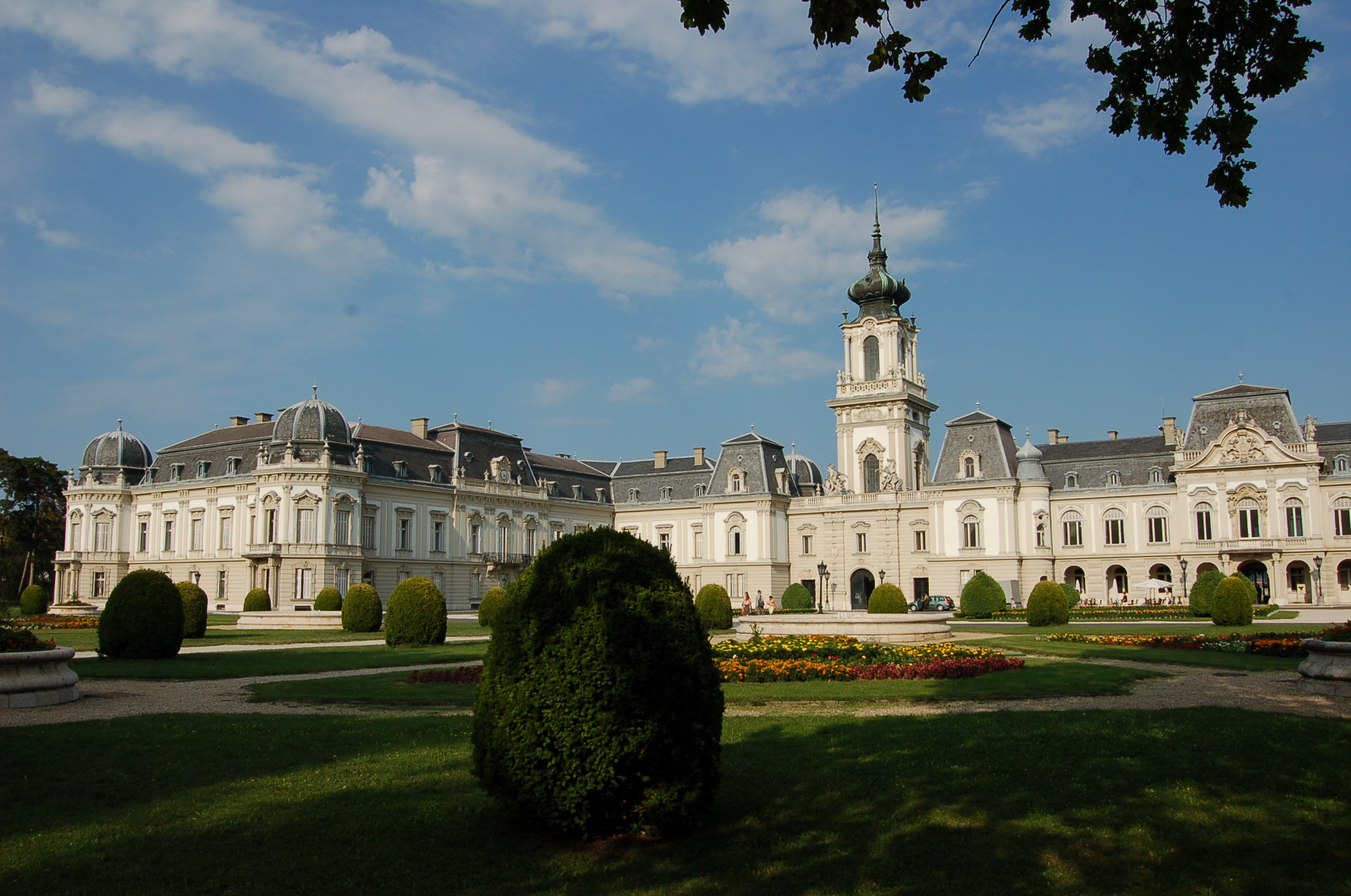
Le château Festetics à Keszthely

La construction du palais a débuté sous Kristóf Festetics en 1745 et s'est terminée un siècle plus tard. Le prince Tassilo est décédé en 1933 en étant le propriétaire. Le palais a appartenu aux Festetics jusqu'à sa nationalisation par les communistes en 1949.